# Еугеніуш Шумейко
Еугеніуш Шумейко (пол. Eugeniusz Szumiejko; 9 вересня 1946, Веробейки, Білоруська РСР — 5 липня 2020, Вроцлав, Польща) — польський астроном, менеджер, дисидент і політичний активіст, видний діяч незалежної профспілки Солідарність. Один із головних організаторів профспілкового підпілля під час воєнного стану. У Третій Речі Посполитій — адміністратор, менеджер і правий громадський діяч, прихильник братів Качинських.

## Астроном і дисидент
Народився у селянській родині білоруських поляків. Серед його дитячих вражень були колективізація і голод початку 1950-х років, розповіді про Катинський розстріл і боротьбу Армії Крайової. У 1958 році сім'ю Шумейків депортували з Білоруської РСР у порядку переселення польського населення зі східних кресів. Влаштувалися в одному з сіл гміни Шпротава.
Еугеніуш Шумейко перебрався до Вроцлава, вступив на фізико-астрономічний факультет Вроцлавського університету. У 1970—1977 роках — науковий співробітник Інституту астрономії, з 1971 року — член Польського астрономічного товариства. Наприкінці 1970-х років працював на комбінаті силової гідравліки, у 1980 році вступив на вроцлавський завод оргтехніки. Писав докторську дисертацію з астрономії, яку не встиг захистити через серпневі події 1980 року.
Еугеніуш Шумейко дотримувався націонал-демократичних, антикомуністичних й антирадянських поглядів. Рішуче відкидав державний устрій ПНР і правління компартії ПОРП. У 1968 році брав участь у студентських протестах, перебував у страйковому комітеті факультету. Був активістом Католицького клубу. У 1979 році розповсюджував підпільні видання КОС-КОР, КНП та ROPCiO.

## Профспілка та підпілля

### У керівництві «Солідарності»
У вересні 1980 року Шумейко приєднався до страйкового руху і вступив до профспілки Солідарність. Створював профспілкові організації у вишах і наукових установах, брав участь у врегулюванні трудових конфліктів. На I з'їзді «Солідарності» його обрали членом Всепольської комісії. Згодом Шумейко зазначав, що на тому етапі профспілка недостатньо акцентувала завдання здобуття Польщею незалежності від СРСР, наголошуючи на «близькій до соціалізму» проблематиці робітничого самоврядування. Попри ідеологічний радикалізм, Шумейко виступав за стримування страйкового руху, щоб стабілізувати економічний стан країни. Тому він підтримав обрання поміркованого Леха Валенси головою «Солідарності».
Шумейко був членом вищого керівного органу «Солідарності» — президії Всепольської комісії (з 13 осіб). Вважався «небезпечним екстремістом», перебував у розробці Служби безпеки МВС (СБ). Брав участь у Радомському засіданні президії 3 грудня 1981 року, де ухвалили рішення про неминучу конфронтацію з владою.

### В підпільних структурах
13 грудня 1981 року у Польщі ввели воєнний стан. Влада перейшла до Військової ради національного порятунку та «Директорії» генерала Ярузельського. Почалися репресії проти «Солідарності», інтернування й арешти. Шумейко перебував у Гданську на засіданні Всепольської комісії. Він зумів уникнути переслідування, пробрався в порт і разом з Мирославом Крупинським, Анджеєм Конарським, Яном Вашкевичем, Александром Пшигодзіньським заснував Національний страйковий комітет (KKS).
15 грудня члени KKS на моторних човнах перебралися з порту в «колиску „Солідарності“» — Гданську корабельню. Шумейко брав активну участь у страйку Гданської корабельні. Після її придушення втік у підпілля. 13 січня 1982 року разом з Анджеєм Конарським і Богданом Борусевичем створив Всепольський комітет опору. Налагоджував зв'язки та координацію між підпільними групами Гданська, Бидгоща, Малопольші, Західної Померанії, Нижньої Сілезії та закордонними представниками «Солідарності».
Після 22 квітня перебував у Тимчасовій координаційній комісії підпільної «Солідарності» (TKK) та в гданській регіональній комісії на чолі з Борусевичем. Тісно співпрацював зі Збігнєвом Буяком, Богданом Лисом, Владиславом Фрасинюком, Корнелем Моравецьким. Намагався згладжувати розбіжності між підпільною «Солідарністю» і Солідарністю, що бореться. Був одним із головних організаторів профспілкового підпілля. Знову зміг піти від арешту під час облави СБ — спустився громовідводом з восьмого поверху, зник у будівельному смітті, після чого дістався до конспіративної квартири.

Шумейко вирізнявся твердістю переконань, енергійною активністю й ідейною мотивацією. Сам до цих своїх якостей ставився з гумором:
Боюся, навіть коли радянці програють, я далі пускатиму поїзди під укіс.

### У легальній опозиції
Наприкінці 1984 року, після оголошеної амністії, Шумейко вийшов із підпілля. З'явившись у прокуратуру, він зробив офіційну заяву, наголосивши при цьому, що свідомо вів боротьбу з комуністичним режимом і повністю поділяє цінності «Солідарності». Жив на легальному становищі у Вроцлаві. Знову працював на заводі оргтехніки. 1986 року знову приєднався до структур «Солідарності», був членом страйкового комітету Нижньої Сілезії. Неодноразово затримувався і допитував у СБ. З 1987 року виступав за відкрите відтворення організацій «Солідарності», очолював у Вроцлаві регіональний страйковий комітет, редагував профспілкові видання. Брав участь у страйковому русі 1988 року, що призвів до релегалізації «Солідарності». Співпрацював із щецинським рухом, разом із Анджеєм Мільчановським вів переговори з радянськими представниками (зокрема, про перспективи «Солідарності» при економічній реформі та приватизації).
Цього разу Шумейко виступав за жорстку позицію та страйкову активність. Згодом він говорив, що більш запекла страйкова боротьба могла змусити ПОРП до великих поступок на переговорах у Магдаленці Скептично ставився до Круглого столу 1989 року проте прийняв його результати.

## Менеджер і громадський діяч
У 1990-х роках Еугеніуш Шумейко був членом регіональних органів «Солідарності». Обіймав різні експертні та менеджерські посади на підприємствах та в адміністрації Вроцлавського, потім Нижньосілезького воєводства. Був віцепрезидентом АТ «Вроцлавський аеропорт», уповноваженим воєводи з ліквідації наслідків повені у 1998 році, чиновником апарату воєводи у 1999 році. На початку 2000-х років був безробітним, потім адміністратором рудника, віцепрезидентом вроцлавського енергетичного концерну. 2011 року вийшов на пенсію. З 2017 перебував у наглядовій раді Варшавської фондової біржі.
Політично Еугеніуш Шумейко стояв на правих націонал-патріотичних позиціях. На виборах 1990 року перебував у виборчому штабі Леха Валенси. У 1997—1998 роках був членом Руху польської реконструкції. На виборах 2005 року підтримував Леха Качинського, на виборах 2010 року — Ярослава Качинського.
Еугеніуш Шумейко приділяв особливу увагу історичним традиціям польської національно-визвольної боротьби — від Грюнвальдської битви до польсько-радянської війни, від відновлення незалежності до «Солідарності» 1980-х років. Критикував освітню політику за «подачу історії під кутом зору Gazeta Wyborcza» (позитивні характеристики Войцеха Ярузельського, недооцінка Леха Качинського). Наполягав на поглибленому вивченні польської мови та національної історії, проводив відповідні акції у Вроцлаві. Разом із давніми соратниками з «Солідарності» Мареком Мішуньським та Янушем Вольняком тримав голодування у травні 2012 року — на знак протесту проти лівого ухилу в освіті та ЗМІ, «на захист національного духу».
У 2006 році Еугініуш Шумейко отримав Командорський хрест із зіркою ордена Відродження Польщі. У 2012 році видав свою автобіографію.
Помер Еугеніуш Шумейко у віці 73 років.

## Особистість
Еугеніуш Шумейко був одружений, мав сина (Станіслав Шумейко — знаний польський кінематографіст). Захоплювався парашутним спортом, у молодості був членом аероклубу. Головною його особистою якістю називали відчайдушну хоробрість.